# Mola Aixada
La Mola Aixada és una muntanya de 993 metres que es troba al municipi de la Sénia, a la comarca catalana del Montsià.